# Boyfriend (Alphabeat)
Boyfriend è il terzo della pop band danese Alphabeat e che ha riscosso uno straordinario successo in tutta Europa.

## Il Video
Il video presenta una mano che finge di suonare un pianoforte e che poi disegna.

## Versioni remixate
- Boyfriend (Radio Edit)
- Boyfriend (Pete Hammond 7" Remix)
- Boyfriend (Pete Hammond 12" Remix)
- Boyfriend (Dave Spoon Remix)
- Boyfriend (Alex Metric Remix)
- Boyfriend (Easy Remix)
- Boyfriend (Bloody Beetroots Remix)
- Boyfriend (Wawa Radio Edit)
- Boyfriend (Wawa Club Remix)
- Boyfriend (Wawa Dub)
- Boyfriend (Caged Baby Remix)

## Classifiche
| Anno | Titolo      | Danimarca    | UK           | Album             |
| Anno | Titolo      | Single chart | Single chart | Album             |
| ---- | ----------- | ------------ | ------------ | ----------------- |
| 2008 | "Boyfriend" | 11           | 15           | This Is Alphabeat |